# Catbalogan
Catbalogan – miasto na Filipinach na wyspie Samar nad morzem Samar; stolica prowincji Samar; powierzchnia 274,22 km²; 84 tys. mieszkańców (2000).
Gospodarka opiera się głównie na rybołówstwie, pozyskiwaniu drewna i pochodnych gałęziach przemysłu; port lotniczy (Buri) i morski.
Miasto zostało założone w październiku 1596 r. przez Jezuitów; w 1768 r. przejęte przez franciszkanów. Od 1900 r. pod kontrolą amerykańską; 17 czerwca 1902 r. powołano pierwsze władze miejskie. W czasie II wojny światowej pod okupacją japońską. Dwukrotnie niszczone przez wielkie pożary (1 kwietnia 1957 i 19 maja 1969), odbudowane.